# 上訴不可分 (民事訴訟)
上訴不可分（non-separation of appeal）係指在法院為全部判決、當事人(party)就一部提起上訴之情形，未經上訴之部分仍不先行確定，亦隨同移審至上訴審之效力。簡言之，即未經上訴之部分亦生「阻斷確定」及「移審」之效力。
由於「判決之確定」與「判決得以上訴之方式救濟」為一體兩面之概念，若仍得以上訴救濟，則判決自不確定。而於中華民國之民事訴訟法中，於第二審中上訴人得擴張上訴聲明、被上訴人得提起附帶上訴(supplementary appeal)，因此未經上訴之部分自處於仍得以上訴救濟之狀態，故生此種阻斷確定以及移審之效力。而可擴張上訴聲明及提起附帶上訴，則成為上訴不可分效力之根據，若當事人不被允許擴張上訴聲明或提起附帶上訴（例如於第三審之情形），自無此效力。